# 将棋ウォーズ
将棋ウォーズ（しょうぎウォーズ）は、HEROZが運営するオンライン将棋対戦ゲーム。
コンピュータ将棋ソフトウェア・Ponanzaによって課金で代指しや棋譜解析ができるところを特徴とし、アプリとブラウザで利用できる。利用者数は2021年時点で公称600万人。総対局数は10億回を超える。

## 概要
大橋宗桂が慶長17年〈1612年〉に初代将棋所となってから400年を記念したイベント「将棋名人400年祭」にあわせて公開されたアプリである。
無料で1日3局、オンライン対局ができ、課金で無制限に対局したり、Ponanzaによる代指しが可能。
対応プラットフォームはMicrosoft Windows、macOS、iOS（iPhone 4以降およびiPad）、Android（2.2以上）。
対局相手は独自のレーティングにより自動マッチングされる。コンピュータがマッチングされる場合もあり、電王戦に出場した将棋ソフトであるPonanzaやツツカナ、Aperyとマッチングされる。
戦法や囲いがエフェクトとして表れ、カードコレクションできる。定期的に行われる大会で所定の成績を収めると、実在する棋士などのアバターを入手できる。
2014年2月、日本将棋連盟公認により、アプリ中の段級位のうち5級から六段を日本将棋連盟に公認段級位として免状申請できるサービスを開始。日本将棋連盟普及免状部の浅見章安部長によると「将棋ウォーズを経由した若い人の申請が増えた。特に安価な級の認定状申請が例年の倍近くまで増えている」という。
Ponanzaが5手自動で代指ししてくれる「棋神降臨」という機能があり、2016年8月5日には棋神解析を導入、GOLD棋神が対局後の棋譜から最善手とその後の最大10手分の読み筋と形勢判断、1局全体の形勢グラフ化を行なってくれる。読み筋と形勢判断は棋神解析券1枚、グラフ化は2枚必要になる。2018年3月19日、1局をもとに棋力判定を行なってくれる精密解析という機能も追加された。精密解析は棋神解析券が4枚必要、解析結果は使用後も保存される。
2017年4月20日、スーパープレミアムプランでは棋神10枚、棋神解析券10枚、30日指し放題の他に香川愛生女流のボイスに変更できる機能が追加された。2017年12月25日からは谷口由紀女流、2018年5月2日からは塚田恵梨花女流のボイスが追加された。2019年3月12日に加藤一二三のボイス追加。
2018年10月15日、リアルタイムでプロ棋士・女流棋士と対局することができる指導対局の機能が追加され、スーパープレミアム会員を対象にくじが当たると月1回希望する手合いで指導棋士と対局できる。

## 内容
ゲームモードは「10分切れ負け」「3分切れ負け」「10秒将棋」の3種類。2025年2月、新たに「スプリント」モードが追加された。千日手は引き分け（連続王手の千日手は反則負け）。入玉将棋の宣言法（アマチュア将棋大会公式ルール）を採用。トライルール（相手の玉将の初期位置に自分の玉将が入玉したら勝ち）を採用していたが、2014年9月30日に廃止。

### 反則防止
将棋ウォーズは、駒を選択するとその駒がルール上動ける場所（持ち駒の場合はルール上打てる場所）だけが光って選択するシステムであるため、「駒を本来移動できない位置に動かす」や「行き所のない駒の着手」「二歩」「打ち歩詰め」などの反則負けが存在しない。
この他、システム上「成れない状況で駒を成る」「待ったと呼ばれる着手やり直し」「二手続けて指す」「王手放置（自らの玉を相手の駒の利きにさらす）」の反則負けも存在しない。
実際のプロ棋戦で1977年から2005年までに発生した反則上位5つは二歩（44回）、二手指し（22回）、王手放置（8回）、角・馬が移動できない位置へ移動する（5回）成れない状況で駒を成る（3回）であるが、将棋ウォーズではこれらの反則負けがシステム上、起こらない仕様となっている。

### 棋神
将棋ウォーズでは通常の将棋と異なり、課金または無料配布の棋神（ソフト代指し機能）により、ソフト(ponanza)が5手まで代指しする機能を提供している。なお、相手が使用したかどうかは一切表示されないため、実力で負けたのかソフトに負けたのかわからない(ただし、1手2〜3秒で指すため、察知することは大体可能である)。
なお、棋神=運営が提供するソフトではなく、サードパーティー制のソフトを使用して指す(通称ソフト指しと言う)とアカウント停止の処分となる。

### 棋神ラーニング
将棋ウォーズではオンライン学習サービス「棋神ラーニング」を2023年10月11日から提供している。入門編は無料、初級編・中級編・上級編はサブスクリプションサービスとなっている。1日1時間の学習で、1年で初段を目指せる内容を謳っている。入門編は山口恵梨子女流二段、初級編は室谷由紀女流三段、中級編は村中秀史七段、上級編は藤森哲也五段が講師を担当している（段級位は2023年当時のもの）。

## 規約

### アカウント
将棋ウォーズ利用規約第3条1のaで「第三者に自己のパスワード又はユーザーIDを公開、利用させず、または貸与、譲渡、名義変更、売買等をしないこと」としてアカウント貸与行為を禁止しており、また、一人で複数のアカウントを保有する行為も禁止されている。

### 動画配信
HEROZ社は将棋ウォーズを含む同社のネットワーク対戦ゲームに動画配信についてのガイドラインを定めており、ガイドラインを遵守するかぎり、動画の配信に係る著作権侵害を主張しない不行使特約を設けている。ただし、HEROZ社以外の第三者が有する知的財産権が動画内で利用される場合、その第三者から知的財産権の利用許諾を得る必要があると注意している。また、事実に反する、第三者が誤診するような利用も禁止しており、これらのガイドラインに違反した場合、削除請求および法的措置を取ると述べている。

## 番組
- 第1回将棋ウォーズ名人戦最終日 生中継（2013年6月9日、ニコニコ生放送）[26]
- 将棋ウォーズ王位戦 生中継（2013年8月11日、ニコニコ生放送）[27]
- 第1回将棋ウォーズ棋神戦 生中継（2013年11月17日、ニコニコ生放送）[28]
- 第2回将棋ウォーズ棋神戦 生中継（2013年12月15日、ニコニコ生放送）[11]
- 第1回将棋ウォーズ王将戦 生中継（2014年1月19日、ニコニコ生放送）[29]
- 電人☆ゲッチャ!（2014年2月28日、ニコニコ生放送）[30]
- 第1回将棋ウォーズ覇王戦 最終日 生中継（2014年3月25日、ニコニコ生放送）[31]
- 第3回将棋ウォーズ名人戦 最終日 生中継（2014年4月20日、ニコニコ生放送）[32]
- 将棋ウォーズカップ〜芸能界最強決定戦（2014年4月26日、BSフジ）[33]
- ハライチの神アプリ@隆盛紀〜ON LINE〜（2014年5月13日・5月27日、テレビ東京）[34][35]
- 第1回将棋ウォーズ帝王戦 最終日 生中継（2014年5月25日、ニコニコ生放送）[36]
- 【将棋】関東vs関西 天下分け目の将棋決戦（2014年6月7日、ニコニコ生放送）[37]
- 第1回将棋ウォーズ玉将戦 最終日 生中継（2014年6月22日、ニコニコ生放送）[38]
- 第2回将棋ウォーズ王位戦（2014年7月27日、ニコニコ生放送）[39]
- 将棋ウォーズカップ〜芸能界最強決定戦〜2（2014年8月16日、BSフジ）[40]
- 将棋ウォーズカップ 最強決定戦 × バックギャモンACE（2014年8月24日、ニコニコ生放送）[41]
- 第3回将棋ウォーズ王座戦（2014年9月27日、ニコニコ生放送）[42]
- 第1回将棋ウォーズ聖帝戦 最終日生中継（2014年10月25日、ニコニコ生放送）[43]
- 第3回将棋ウォーズ棋神戦 最終日生中継（2014年11月23日、ニコニコ生放送）[44]
- 第2回将棋ウォーズ王将戦 最終日生中継（2015年1月25日、ニコニコ生放送）[45]
- 第2回将棋ウォーズ帝王戦 最終日生中継（2015年5月24日、ニコニコ生放送）[46]

## エピソード

### 関係者
- 初期の開発メンバーに東大将棋の棚瀬寧が参加している[47]。
- TBS系ドラマ『安堂ロイド〜A.I. knows LOVE?〜』で「将棋バトル」として登場した。それを記念した大会「将棋バトル杯」も行われた[48]。将棋監修は、HEROZ社長の林隆弘、Ponanza開発者の山本一成[49]。
- 漫画『ひらけ駒!』に登場した[50]。
- 広報の「みなみん」が将棋ウォーズプロジェクトを離れ、ツイッターは運営告知のみになっている[51]。

### 不祥事
- 2019年7月、第三者にアカウントを乗っ取られる脆弱性が発見された[52]。

## スタッフ
- 代表取締役：林隆弘[注 3]、高橋知裕[54]
- 取締役：浅原大輔[55]
- 監査等委員：井上智宏、上山亨、國本浩市[56]
- 法律顧問：横田真一朗[56]
- プロデューサー：石井直樹[57]
- 開発部長：井口圭一[58]
- 開発者：平岡拓也[59]、山本一成[60]

## 将棋ウォーズを使用するプロ棋士
指導対局やYoutubeによる将棋コンテンツ配信などのため、将棋ウォーズを使用するプロ棋士も少なからず存在する。
公式サイトによると、北浜健介八段、伊藤果八段、先崎学九段、山口絵美菜女流1級らがこれまでに将棋ウォーズで指導対局を行っている。
将棋ウォーズによる対局コンテンツなどでYouTube配信を行うプロ棋士では、香川愛生女流四段、藤森哲也五段、村中秀史七段などが知られる。また、森内俊之九段（十八世名人）も自身のYouTubeチャンネル内で将棋ウォーズによる指導対局の動画を公開している。